# Священник (фільм, 2011)
«Священник» (англ. Priest) — американський фільм у жанрі постапокаліптичний гостросюжетний науково-фантастичний фільм-антиутопія (як його визначив американський критик Рік Маршал на MTV).
Зняв фільм режисер Скотт Стюарт, в основу сценарію була покладена однойменна манхва (корейський комікс) Мін-Ву Х'юнг (Min-Woo Hyung).
Дата виходу в прокат у США: 13 травня 2011 року.
В Україні фільм вперше показали 11 травня 2011 року.

## Зміст

### Синопсис
Наш час, паралельний світ.
Після останньої Війни проти вампірів Священник псевдокатолицької Церкви (Пол Бетані) живе у безвісти разом із іншими людьми у одному із міст-фортець під охороною цієї самої Церкви. Коли він дізнається, що його небогу (Лілі Колінз) викрадають вампіри, — Священник згадує, що він є колишнім Бойовим жерцем, героєм-ветераном останньої Війни. Священник порушує свої обітниці і кидається у погоню за вампірами.
У цій святій справі йому допомагають небожин хлопець (Кем Жіганде), що працює шерифом у пустелі; а також Бойова Жриця (Мегі К'ю), чиє останнє місце роботи невідоме.
Читати більше тут:

### Ідеї
- Головною ідеєю фільму є ідея служіння як шляху самопожертви і самозречення. Людина, яка служить — здатна здійснити неможливе
- У випадку надзвичайної небезпеки, що ставить суспільство на межу виживання, — тоталітаризм виправданий
- Тоталітаризм — це царство тотального обману, де правителі правлять лише в своїх інтересах
- Людська природа — джерело брехні і несправедливості у світі

### Цитати
«Прокажи тричі „Богородицю“ і чотири „Отченаш“!» (Монсеньйор Орелес).
«І пам'ятай: хто іде проти церкви — той іде проти Бога!» (Монсеньйор Чемберлейн)
«Нащо така віра — якщо це брехня»?
«Тоді я йду проти Бога»!
«Боже милий! Пробач мені: я не мав наміру Тебе образити… Я хотів би раз і назавжди — з Твоєю поміччю — зректися гріха і покласти край навіть бажанню грішити… Та я не можу!» (Священник)
«Ніхто не проходить крізь „Нічну тінь“. Не тривожить. Тихо. Гарно…» (Обернений)
«Нікому не потрібні проблеми… Заборона — лише формальність, якщо це добровільно.» (Гікс)
«Ми дали обітницю целібату» (Бойова жриця)
«Мені якось незручно, і я не хотів про це говорити, та… існує невеличке питання щодо компенсації» (Гендляр)
«Агов!.. Що за чорт?.. Тут хто-небуть є?» (Провідник)
«Що ти таке?» (Люсі)
«Я бачив душу вампіра; і скажу тобі чесно: ну немає там брехні — тоді як у людині її повно»!
«Погодься: хто не пізнав гріхів — той ніколи не житиме весело» (Чорний Капелюх)

## У ролях
- Пол Беттані — Священник
- Кем Жіганде — Гікс
- Меггі К'ю — Бойова Жриця
- Лілі Коллінз — Люсі Пейс
- Карл Урбан — Чорний Капелюх
- Стівен Моєр — Овен (брат Священника)
- Мьодхен Емік — Шеннон (дружина його)
- Крістофер Пламмер — Монсеньйор Орелес
- Алан Дейл — Монсеньйор Чамберлейн
- Бред Дуріф — Гендляр
- Джакоб Гопкінс[en] — Хлопчик
- Дейв Флоурек[de] — Провідник (залізничник)
- Джоел Полінскі — доктор Томлін
- Джош Уїнгейт[en] — Обернений

## Виробництво
Виробництво фільму розпочалося з 2005 року, коли кінокомпанія Screen Gems (Скрін Джемз) придбала сценарій Корі Гудмана. На початку 2006 року Ендрю Дугласа (Andrew Douglas) запросили режисерувати картину, а Джерарда Батлера  — на роль головного героя. Фільм на початку заплановано було знімати у Мексиці. 2009-го року їх згодом замінили Стюартом і Бетані, а ще через рік у знімальних павільйонах Лос-Анджелесу, Каліфорнія, почалися зйомки.
Компанія Tokyopop запросила художника Мін-Ву Х'юнга на знімальний майданчик, таким чином творець коміксів — манхва мав нагоду відвідати художній відділ і обговорити фільм з Стюартом. Фільм відрізняється від коміксів Х'юнга у хронології подій і через додавання до фільму елементів жанрів фантастичний вестерну, Кіберпанку і постапокаліптичної фантастики. Режисер описував вампірів «Священника» як не-людей від природи. Укушені вампірами не можуть стати вампірами — інфіковані люди стають натомість Оберненими. У фільмі є різні типи вампірів: робочі особини (дрони), охоронці і королева (матка). Оскільки вампірів автор сценарію наділив блискавичною швидкістю, їх довелося зробити повністю комп'ютерними персонажами, яких розробляли спеціально для фільму. Оскільки уже укорінилося уявлення про вампіра як про істоту, що боїться світла — вампірів у фільмі зробили світлочутливими альбіносами, жителями печер. Стюарт сказав: «Вампіри — це ворог, якого ми зовсім не розуміємо, проте ми на смерть різалися із ними протягом цілих століть. Вони загадкові і чужі для нашої природи, у них своя власна культура. Ви відчуваєте, що вони думають і спілкуються, — але ви зовсім не розумієте, про що вони говорять.» Режисер також зізнався, що створюючи фільм «Священник», він мав перед очима «Шукачі» з головним героєм, який схожий на образ Джона Вейна, а образ вампірів він намагався зробити певною мірою схожим на команчів.
Кошторис фільму не планували робити більшим, ніж $60 млн. Знімання тривало до 2009 року. Фільм змінював дату виходу на екрани кілька разів протягом 2010—2011, оскільки було вирішено конвертувати його до 3-D формату. І на сьогодні фільм став найдорожчою кінокартиною, знятою Screen Gems.

## Вихід на екрани
Священник вийшов на екрани США і Канади 13 травня 2011 року — на день пізніше, аніж в Україні. Реліз відбувся на 2 тисячах 864 кіноекранах, із яких 2 тисячі 6 мали 3-D обладнання. It grossed an estimated $14.5 million over the weekend, ranking fourth at the box office. Надходження від релізу першого тижня були порівнювані із такими фільмами, як епопеї Інший світ і Обитель зла.
За межами Штатів кінофільм випущено з 6 травня на чотирьох ринках. Це збільшило надходження від релізу приблизно на $5,6 мільйонів за перший тиждень з «гідним дебютом» у Росії ($2.9 млн.) та Іспанії ($1.8 мільйонів). Гірше справа йшла у Великій Британії ($700,000). В Україні фільм вийшов майже через тиждень — проте приніс рекордні ₴2.7 млн. ($338 тис.)
На сьогоднішній день касові збори «Священника» склали $29.1 мільйонів у США і Канаді й $47.4 мільйонів у решті країн, усього зібравши $76.5 мільйонів.

## Рецензії
Критики дали фільму загалом несхвальні рецензії. Вебсайт «Гнилі помідори» (Rotten Tomatoes) дав фільмові оцінку в 17 % зі 100 спираючись на рецензії 89 критиків, і дав йому рейтинг 4 із 10. «Священник загалом є цілісний і стильний, але ці якості губляться у нудній і вторинній суміші штампів із наукової фантастики, бойовика, і фільму жахів.» На сайті Metacritic, який присвоює середньозважений бал за відгуками основних критиків, фільм отримав середній бал 41 зі 100 на підставі 13 рецензій. Журнал Fangoria, що спеціалізується на огляді фільмів жахів, трилерів із кривавими сценами, дав фільмові 2 черепа із 4, хоча у цілому позитивно відгукнувся про відеоспецефекти і 3-D графіку, скарги ж лунали на відсутність творчого підходу до сценарію і надуживання штампів у діалогах.
В Україні критики теж не були однозначними: «…фільм гранично прозаїчний, дурний і відверто поганий. Сюжет не те, щоб не витримує критики: його просто немає, насмикані, примітивні шматочки, не здатні захопити глядача. Трейлер набагато кращий за саму картину», зазначає сайт "Кіно-театр.ua у статті «Повна шляпа». Критик Redder із сайту Kinofilms зазначає: «…говорити про сюжет [фільму — Авт.] узагалі складно і клопітно, тому фраза „священник-ренегат, що крушить вампірів срібними хрестами в постапокаліптичному світі“ — описує його повністю… У цілому — любителям вампірів і постапокаліпсису і нелюбителям „Сутінків“ (а вампіри тут правильні — бридкі, безокі ослизлі монстри) буде цікаво…» Марія Пісарєва із сайту Tochka.net зазначила: «Цілком банальний сюжет, флегматичний Пол Беттані і десяток вампірів… Але недарма цей фільм викликав стільки ажіотажу ще до своєї прем'єри… Стрічка вийшла по-справжньому страшною і абсолютно непередбачуваною: ніколи не знаєш де Пастир зустріне нового вампіра… Цей фільм варто побачити, цей світ варто відчути. І, звичайно ж, цих вампірів варто злякатися».